# 呉孟姚
呉 孟姚（ご もうよう、生年不詳 - 紀元前301年）は、趙の武霊王の夫人で、恵文王の母。字は娃。
呉孟姚は呉広の娘として生まれた。ときに武霊王は韓の王族の娘をめとって夫人とし、その韓夫人の生んだ子の趙章を太子に立てていた。紀元前310年、武霊王は大陵に遊んで、処女が鼓や琴を演奏して歌うのを夢に見た。その歌詞は「美人は灯りに照らされ、顔はノウゼンカズラのほころぶよう。天命であろうか、我が豊かさはかつてないものだ」というものであった。別の日に武霊王は酒を飲んで楽しみ、夢に見た女性の姿かたちを語った。呉広はこれを聞いて、呉孟姚を入内させた。呉孟姚は武霊王の寵愛を受け、公子何（後の恵文王）を生んだ。后に立てられて恵后となった。なお『列女伝』は呉孟姚が韓夫人や太子章を讒言して廃位させ、自らを恵后に立てさせ、公子何を王としたとしている。
紀元前301年、恵后は死去した。